# Estrilda rufibarba
Estrilda rufibarba là một loài chim trong họ Estrildidae.